# Eiphosoma henorum
Eiphosoma henorum là một loài tò vò trong họ Ichneumonidae.